# 1977
1977（千九百七十七、一九七七、せんきゅうひゃくななじゅうなな、せんきゅうひゃくななじゅうしち）は、自然数また整数において、1976の次で1978の前の数である。

## 性質
- 1977は合成数であり、約数は1, 3, 659, 1977である。
  - 約数の和は2640。
- 571番目の半素数である。1つ前は1969、次は1981。
- 各位の和が24になる23番目の数である。1つ前は1968、次は1986。

## その他 1977 に関連すること
- 西暦1977年
- 1977 (GRAPEVINEの曲) - GRAPEVINEのシングル曲。
- 1977 (アナ・ティジュのアルバム) - アナ・ティジュのアルバム。表題曲を収録。
- ザ・クラッシュの曲。シングル「白い暴動」に収録。